# (427) Galene
(427) Galene es un asteroide perteneciente al cinturón de asteroides descubierto el 27 de agosto de 1897 por Auguste Honoré Charlois desde el observatorio de Niza, Francia.
Está nombrado por Galene, una de las nereidas de la mitología griega.